# Klima Rumunjske
Rumunjska se može podijeliti u nekoliko klimatskih zona. Većina zemlje ima umjerenu kontinentsku klimu. Klima je suša nego u Hrvatskoj, a razlog tome je kontinentalnost koja također utječe i na temperaturne amplitude. Dobar dio Rumunjske daleko je od mora, a samo Crno more nema velikog utjecaja na količinu padalina pa se s udaljavanjem na istok količina padalina smanjuje, a kontinentalnost povećava. Crno more okruženo je velikim kopnenim masama pa je njegov utjecaj minimalan i sveden na uski obalni pojas. 

## Panonski dio
Klima panonskog djela Rumunjske je slična klimi u istočnoj Slavoniji, Baranji i Vojvodini. Ukupna količina padalina je mala (500 – 700 mm), ali ih je dovoljno za intenzivno ratarstvo. Padalina je najviše u proljeću što pogoduje poljoprivredi. Siječanske temperature kreću se od 0 do 3 stupnja celzijuseva, a srpanjske od 20 do 23 stupnja isto kao i u kontinentalnom dijelu Hrvatske. Za vrijeme anticiklonalnog vremena u gotovo cijeloj Rumunjskoj puše hladan vjetar rivat. Vjetar austrul koji puše iz smjera jugozapada donosi hladnoću zimi a sušu i vrućinu ljeti pa je izrazito nepovoljan za poljoprivredu. U zimskom dijelu godine puše i nepovoljni vjetar košava.

## Vlaška
Klima u Vlaškoj nešto je suša nego u Panoniji (400 – 600 mm). Zimi su vjetrovi rivat, austrul (koji i ovdje donosi štetu ratarstvu)  i košava vrlo jaki i neugodni pa su zime vrlo hladne. Srednje siječanjske temperature su od 0 do – 3 celzijevih stupnjeva no spomenuti vjetrovi čine ovaj kraj još hladnijim. U proljetnom djelu godine puše vjetar vintul mare koji ima fenske osobine i uzrokuje topljenje snijega, poplave i lavine s Karpata, Bihora i Transilvanskih alpa. Zimi se u Vlaškoj i Moldaviji temperatura spusti i do –30 stupnjeva. Ljetne temperature (srpanjske) kreću se od 20 do 23 stupnja. Proljeća i jeseni ovdje su izrazito kratki. Slična je klima i u donjem toku i delti Dunava.
U Dobruđi je klima suha (manje od 500 mm, čak i ispod 300) zimi je nešto toplija od ostatka Rumunjske  (od 1 do 3 stupnjeva celzijusevih) dok su ljeta topla i izrazito suha. Srednje srpanjske temperature kreću se od 20 do 25 Celzijevih stupnjeva. Utjecaj Crnog mora je neznatan i uglavnom utječe na usko područje uz obalu. S istoka našeg kontinenta zimi puše suh i vrlo hladan vjetar rivat. Iz smjera jugozapada puše austrul.

## Moldavija
Zimi je klima u Moldaviji izrazito hladna. Siječanjske temperature kreću se od –3 do –7 stupnjeva Celzijevih. Ljeti su temperature od 17 do 23 stupnja tako da neki dijelovi ove pokrajine praktički ni nemaju proljeće i jesen. Padalina je malo; od najmanjih 250 do maksimalnih 600 mm. S odmicanjem na istok Republici Moldaviji, padalina je sve manje i manje. I ovdje zimi pušu jaki vjetrovi ali nisu toliko snažni kao u Vlaškoj i nizini ne prave toliku štetu poljoprivredi.

## Transilvanija
Klima u Transilvaniji drukčija je od ostatka zemlje. Naoblake je puno više nego u ostatku zemlje. Padalina je oko 500 do 1200 mm godišnje. Zime su hladne sa siječanjskim temperaturama koje se kreću od – 7 do – 10 stupnjeva. Ljeta su svježa pa su srpanjske temperature od 17 do 20 stupnjeva celzijusovih. Godišnji hod temperature kreće se od 8.3 do 8.6 stupnjeva. Od prosinca do ožujka temperatura je gotovo cijelo vrijeme ispod nule. Snijeg padne na kraju jeseni često još u studenom i zadrži se 3 – 5 mjeseci. Ovakva bi klima mogla uvjetovati jačanje zimskog turizma.
Na najvišim planinama klima je naravno najvlažnija i najhladnija. Na Bihoru, Transilvanskim alpama i Karpatima padalina je svugdje preko 1000 mm. Na najvišim planinskim vrhovima siječanjska temperatura kreće se od – 3 do – 9 stupnjeva, dok je prosječni godišnji hod temperature od –2 do +2 stupnja pa se tako čak i ljeti na najvišim vrhovima zna zadržati snijeg. Sniježni pokrivač zna biti dubok i do 7 metara. Velike kotline zbog temperaturne inverzije znaju biti i hladnije od vrhova. Tamo se temperatura spusti blizu – 40 stupnjeva. Na Bihoru je najviše padalina oko 1400 mm što je ipak manje nego primjerice u Gorskom kotaru (1900 mm). Zapadne padine Karpata dobivaju više padalina nego istočne. Najopasniji je fenski vjetar vintul mare koji uzrokuje topljenje snijega,  poplave, lavine i sl.
Ukratko, klima je u Rumunjskoj uglavnom umjerna i povoljna, ako izuzmemo Transilvaniju i Karpate. Odlikuju je nešto hladnije zime i vruća ljeta nego npr. u Slavoniji. Tome je kriva kontinentalnost koja uzrokuje nešto oštriju klimu. Transilvanska klima slična je klimi u Lici, ali i takva klima ima određenih prednosti.